# Delta Serpentis
Désignations
δ Ser A : HR 5789, HD 138918, SAO 101624

Delta Serpentis (δ Serpentis, δ Ser) est une étoile binaire de la constellation du Serpent, localisée dans sa tête (Serpens Caput). Elle est à environ 210 années-lumière de la Terre. Le système brille d'une magnitude apparente combinée de +3,87.

## Propriétés
La composante primaire, désignée Delta Serpentis A, est une sous-géante jaune-blanche de type F avec une magnitude apparente de +4,22. Elle est classée comme variable de type Delta Scuti et sa magnitude varie de 0,04 sur une période de 0,134 jours. Sa compagne binaire, Delta Serpentis B, est aussi une sous-géante de type F un peu moins lumineuse, avec une magnitude de +5,26. A et B sont séparées de 4,012 secondes d'arc, et accomplissent une orbite autour de leur centre de masse en 3 200 ans[réf. souhaitée].
Le système est accompagné par une autre paire d'étoiles de 14e et 15e magnitudes situées à 66,6 secondes d'arc. Leur proximité n'est avec le système de Delta Serpents n'est qu'apparente et elle ne forment qu'une double purement optique avec lui. Désignées Delta Serpentis C et D, elles sont distantes l'une de l'autre de 4 secondes d'arc en date de 2018.

## Noms traditionnels
Elle fait partie de l'astérisme arabe al-Nasaq al-Yamānī, "La ligne du nord" de al-Nasaqān "Les deux lignes", avec α Ser (Unukalhai), ε Ser (Ba, Pa), δ Oph (Yed Prior), ε Oph (Yed Posterior), ζ Oph (Han) et γ Oph (Tsung Ching).
Selon le catalogue d'étoiles du Technical Memorandum 33-507 - A Reduced Star Catalog Containing 537 Named Stars, al-Nasaq al-Yamānī ou Nasak Yamani était le nom porté par deux étoiles : δ Ser étant Nasak Yamani I et ε Ser étant Nasak Yamani II (excluant α Ser, δ Oph, ε Oph, ζ Oph et γ Oph).
En chinois, 天市右垣 (Tiān Shì Yòu Yuán), signifiant mur droit de l'enceinte du marché céleste, fait référence à un astérisme qui représente sept anciens états de Chine et qui marque la bordure droite de l'enceinte, constitué de δ Serpentis, β Herculis, γ Herculis, κ Herculis, γ Serpentis, β Serpentis, α Serpentis, ε Serpentis, δ Ophiuchi, ε Ophiuchi et ζ Ophiuchi. Par conséquent, δ Serpentis elle-même est appelée 天市右垣六 (Tiān Shì Yòu Yuán liù, la sixième étoile du mur droit de l'enceinte du marché céleste) et représente l'état Qin (秦) (ou Tsin),,, avec θ Capricorni et 30 Capricorni dans l'astérisme des Douze États de la loge lunaire Xunu.